# 제국신문
제국신문(帝國新聞) 또는 뎨국신문은 1898년 8월에 창간된 신문으로, 순 국문판으로 발행하였다. 이승만, 유영석, 이종일 3인이 주동이 되어 창간하였으나 이승만은 한달도 못되어 만민공동회로 인해 감옥에 가게되고, 유영석은 개인 사정상 퇴사하여 한동안 이종일 단독으로 사장과 기자 역할을 하며 운영하였다.
1899년 초, 사무실에서 불이나 인쇄 기계가 고장나고 가옥이 전부 불타버린 화재 사건을 당하게 되었다. 유지인 김효신의 도움으로 세를 내어 방을 구하고 활판을 빌려서 다시 복간되었다. 당시 대한제국 정부의 잘못을 비판함으로 당국자에게 여러가지 탄압을 받았으나 신문 구독자가 적고 경비가 누적되어 재무적으로 많은 어려움 속에서 신문 발간을 지속하였다.
가장 중요하고 인기가 있던 1면 논설 부분을 맡을 국문에 능하고 글을 쓸 여력과 학식을 갖춘 인물을 찾기가 어려워 한동안 옥중에 있는 이승만에게 부탁하여 1901년 1월부터 1903년 4월 17일까지 약 27개월간 비밀리에 그의 글을 익명으로 게재하였다. 그러나 외세와 정부에 대한 비판으로 압력이 들어오자 더 이상 버티지 못하고 이승만을 주필에서 해임시켰다. 이후에는 이종일이 직접 논설을 담당하였다가 1907년 6월 7일, 새로운 주필인 정운복으로 교체되었다.
독자층은 대개 중류 이하의 대중 및 부녀자였으며, 1910년 일본에게 강제 폐간될 때까지 자주독립사상을 고취시켰다.
1. 1 2 3 4 5 6 7  이종일 (1907년 6월 7일). “본사의 행복과 본 기자의 해임”. 뎨국신문.
2. 1 2  뎨국신문 (1907년 6월 14일). “남대문 밖 원경민씨가 보낸 글” 통권 (제2430호).